# Catherine Malabou
Catherine Malabou (Sidi Bel Abbès, 1959 - ) é uma filósofa francesa contemporânea. É professora de filosofia na European Graduate School, como também de filosofia europeia moderna na Universidade de Kingston, e ensina como professora convidada em diversas universidades norte-americanas. Malabou é uma estudiosa da filosofia francesa e alemã, e se destaca por sua leitura de pensadores canônicos como Hegel, Heidegger, Kant. É também reconhecida por sua inserção crítica nos campos das ciências da vida, como a neurociência. É conhecida por sua elaboração do conceito de plasticidade, epigenética, inteligência, trauma e por suas abordagens ao anarquismo, feminismo, à vida biológica e sua relação com a vida simbólica.
Nascida em Sidi Bel Abbès, Argélia, em 1959, Malabou iniciou seus estudos superiores na Universidade de Paris-Sorbonne antes de frequentar a École normale supérieure de Fontenay-Saint-Cloud, onde, em 1994, realizou sua tese sobre Hegel - L’avenir de Hegel: Plasticité, temporalité, dialectique (O futuro de Hegel: Plasticidade, Temporalidade, Dialética) - sob a orientação de Jacques Derrida. Ela foi professora assistente na Universidade Paris Ouest Nanterre em 1995.

## Pensamento
A filosofia de Malabou tem se desenvolvido numa intersecção entre pensadores notórios da filosofia europeia - como Kant, Hegel, Heidegger, Michel Foucault, Derrida -, e um engajamento consistente com um número de atualidades das ciências da vida, da política, da informática e do feminismo. Sua obra se insere de maneira geral no campo dos novos materialismos, uma corrente da filosofia contemporânea que a autora identifica como um chamado à novos engajamentos com a materialidade, pensada enquanto necessariamente dialética e desconstrutiva, e de renovação crítica contra o que se percebe como uma tendência do pensamento materialista passado à se conformar com determinismos e teleologias, que restringiam o que Malabou enfatiza como a capacidade auto-formativa e metamórfica da matéria. Enquanto tal, a aspiração do materialismo na contemporaneidade seria resistir à dicotomia entre matéria e forma, ou espírito, e entre o material e o ideal. Central nessa reformulação da matéria é o conceito de plasticidade que a autora desenvolve desde sua tese de doutorado, que articula conotações sutilmente presentes na reflexão de Hegel sobre o hábito e o tempo com os aportes da neurociência sobre a plasticidade cerebral. Para Catherine, as novidades sobre o cérebro trazidas pelos métodos da neurociência não podem ser ignoradas pela filosofia, pois representam a abertura de novos paradigmas para pensar o humano, a racionalidade e o biológico, na mesma medida que exigem a atenção da filosofia para a crítica dos conceitos científicos e da relação que estabelecem com o poder político e econômico.

## Obras
- L'Avenir de Hegel. Plasticité, temporalité, dialectique (PT: O Futuro de Hegel:Plasticidade, Temporalidade, Dialética), Paris, J. Vrin, , 1994 ISBN 2-7116-1284-8
- La Contre-allée (PT:A Contra Via), avec Jacques Derrida, Paris, La Quinzaine littéraire - L. Vuitton, diffusion Harmonia mundi, 1999 ISBN 2-910491-08-0<
- Plasticité (PT: Plasticidade) (dir.), Paris, Léo Scheer, 2000 ISBN 2-914172-06-0
- Le Change Heidegger. Du fantastique en philosophie (PT: O Mudança de Heidegger: Do fantástico na filosofia), Paris, Léo Scheer, 2004 ISBN 2-915280-19-3<
- La Plasticité au soir de l'écriture. Dialectique, destruction, déconstruction (PT: A Plasticidade no Entardecer da Escritura: Dialética, Destruição, Desconstrução), Paris, Léo Scheer, 2004 ISBN 2-915280-63-0
- Que faire de notre cerveau ? (PT: O Que fazer com Nossos Cérebros?) Paris, Bayard, 2004 ISBN 2-227-47305-3; rééd. 2011
- Les Nouveaux Blessés. De Freud à la neurologie, penser les traumatismes contemporains (PT: Os Novos Feridos: De Freud à neurologia, pensar os traumatismos contemporâneos), Paris, Bayard, 2007 ISBN 978-2-227-47475-8
- Ontologie de l'accident (PT: Ontologia do Acidente), Paris, Léo Scheer, 2009 ISBN 978-2-7561-0160-6
- La Chambre du milieu. De Hegel aux neurosciences (PT: O Quarto do Meio: De Hegel às neurociências), Paris, Éditions Hermann, 2009 ISBN 9782705667795
- Changer de différence (PT: Mudar de Diferença), Paris, Galilée, 2009 ISBN 9782718608020
- La Grande Exclusion (PT: A Grande Exclusão), avec Xavier Emmanuelli, Paris, Bayard, 2009 ISBN 978-2-227-47915-9
- Sois mon corps, avec Judith Butler, Paris, Bayard, 2010 ISBN 978-2227481442
- Self And Emotional Life, Philosophy, Psychoanalysis, And Neuroscience (PT: O Eu e a Vida Emocional: Filosofia, Psicanálise, e Neurociência), avec Adrian Johnston, New York, Columbia University Press, 2013
- Avant demain. Épigenèse et rationalité (PT: Antes de Amanhã: Epigenese e Racionalidade), Paris, Presses universitaires de France, PUF, 2014 ISBN 978-2130630456
- Métamorphoses de l‘intelligence (PT: Metamorfoses da Inteligência), Paris, PUF, 2018 ISBN 9782130799016
- Le Plaisir effacé. Clitoris et Pensée (PT: O Prazer Apagado: Clitoris e o Pensamento), Paris, Payot & Rivages, 2020 ISBN 978-2743651459
- Au voleur ! Anarchisme et philosophie (PT: Ao Ladrão! Anarquismo e Filosofia), Paris, PUF, 2022ISBN 9782130825449